# Kuri Kikuoka
Kuki Kikuoka (菊岡 久利,, 8 mars 1909 - 22 avril 1970) est le nom d'auteur d'un écrivain, poète et romancier japonais actif au cours de l'ère Shōwa. Son véritable nom est Takagi Michinokuo.

## Biographie
Kiukoka est originaire de Hirosaki, préfecture d'Aomori. Son grand-père, qui appartient à la classe des samouraï, est un fonctionnaire du domaine de Tsugaru. Intéressé dès son jeune âge par la littérature, il abandonne le lycée (où il étudie le russe) et devient disciple de Kihachi Ozaki. D'un point de vue politique, il est attiré par le mouvement anarchiste.
Durant la période d'après-Seconde Guerre mondiale, il travaille pour Radio Tokyo, puis plus tard pour les studios de cinéma Daiei comme producteur et collabore étroitement avec l'écrivain Riichi Yokomitsu. En 1947, il rejoint le cercle de critique littéraire Nihon Miraiha (« Société future du Japon ») fondé par Jun Takami. Il commence également à écrire des romans. Son roman, Osurubeki Kodomotachi (« Effrayer les enfants ») est nommé pour le prestigieux prix Naoki en 1949.

## Source de traduction
- (en) Cet article est partiellement ou en totalité issu de l’article de Wikipédia en anglais intitulé « Kikuoka Kuri » (voir la liste des auteurs).